# فينسينس
فينسينس (إنديانا) (بالإنجليزية: Vincennes, Indiana)‏ هي مدينة تقع في الولايات المتحدة في مقاطعة نوكس (إنديانا). يقدر عدد سكانها بـ 18,423 نسمة ومساحتها 19.37 كم2 وترتفع عن سطح البحر 128 متر.

## التركيبة السكانية
قام مكتب تعداد الولايات المتحدة بتحديد بيانات التركيبة السكانية لفينسينسفي تعداد الولايات المتحدة. في ما يلي، التركيبة السكانية حسب تعدادي 2000 و2010.

### تعداد عام 2000
بلغ عدد سكان فينسينس 18,701 نسمة بحسب تعداد عام 2000، وبلغ عدد الأسر 7,614 أسرة وعدد العائلات 4,332 عائلة مقيمة في المدينة.
وتوزع التركيب العرقي للمدينة بنسبة 94.34% من البيض و 0.25% من الأمريكيين الأصليين و 0.72% من الأمريكيين ذوي الأصول الآسيوية و 0.06% من سكان جزر المحيط الهادئ و 3.28% من الأمريكيين الأفارقة و 0.88% من عرقين مختلطين أو أكثر.
بلغ عدد الأسر 7,614 أسرة كانت نسبة 26.3% منها لديها أطفال تحت سن الثامنة عشر تعيش معهم، وبلغت نسبة الأزواج القاطنين مع بعضهم البعض 40.8% من أصل المجموع الكلي للأسر، ونسبة 12.4% من الأسر كان لديها معيلات من الإناث دون وجود شريك، وكانت نسبة 43.1% من غير العائلات. تألفت نسبة 35.8% من أصل جميع الأسر من أفراد ونسبة 14.9% كانوا يعيش معهم شخص وحيد يبلغ من العمر 65 عاماً فما فوق. وبلغ متوسط حجم الأسرة المعيشية 2.85، أما متوسط حجم العائلات فبلغ 2.20.
بلغ العمر الوسطي للسكان 33 عاماً. وكانت نسبة 20.0% من القاطنين تحت سن الثامنة عشر، وكانت نسبة 20.5% بين الثامنة عشر والأربعة وعشرون عاماً، ونسبة 24.0% كانت واقعةً في الفئة العمرية ما بين الخامسة والعشرون حتى والأربعة وأربعون عاماً، ونسبة 20.3% كانت ما بين الخامسة والأربعون حتى الرابعة والستون، ونسبة 15.1% كانت ضمن فئة الخامسة والستون عاماً فما فوق. يوجد لكل 100 أنثى 98.6 ذكر، ويوجد لكل 100 أنثى في الثامنة عشر من عمرها فما فوق 97.3 ذكر.
بلغ متوسط دخل الأسرة في المدينة 26,289 دولار، أما متوسط دخل العائلة فبلغ 35,424 دولار. وكان متوسط دخل الذكور 27,029 دولار مقابل 20,254 دولار للإناث. وسجل دخل الفرد الخاص بالمدينة 14,993 دولار. وكانت نسبة 15.0% من العائلات ونسبة 20.7% من السكان تحت خط الفقر، وكان من هؤلاء نسبة 25.9% تحت سن الثامنة عشر ونسبة 12.7% في الخامسة والستين من العمر وما فوق.

### تعداد عام 2010
بلغ عدد سكان فينسينس 18,423 نسمة بحسب تعداد عام 2010، وبلغ عدد الأسر 7,407 أسرة وعدد العائلات 4,108 عائلة مقيمة في المدينة. في حين سجلت الكثافة السكانية 2,486.2 نسمة لكل ميل مربع (959.9/كم2). وبلغ عدد الوحدات السكنية 8,259 وحدة بمتوسط كثافة قدره 1,114.6 لكل ميل مربع (430.3/كم2).
وتوزع التركيب العرقي للمدينة بنسبة 91.9% من البيض و 0.3% من الأمريكيين الأصليين و 0.7% من الأمريكيين ذوي الأصول الآسيوية و 4.7% من الأمريكيين الأفارقة و 1.7% من عرقين مختلطين أو أكثر.
بلغ عدد الأسر 7,407 أسرة كانت نسبة 26.6% منها لديها أطفال تحت سن الثامنة عشر تعيش معهم، وبلغت نسبة الأزواج القاطنين مع بعضهم البعض 36.8% من أصل المجموع الكلي للأسر، ونسبة 14.1% من الأسر كان لديها معيلات من الإناث دون وجود شريك، بينما كانت نسبة 4.5% من الأسر لديها معيلون من الذكور دون وجود شريكة وكانت نسبة 44.5% من غير العائلات. تألفت نسبة 36.0% من أصل جميع الأسر من أفراد ونسبة 14.1% كانوا يعيش معهم شخص وحيد يبلغ من العمر 65 عاماً فما فوق. وبلغ متوسط حجم الأسرة المعيشية 2.83، أما متوسط حجم العائلات فبلغ 2.19.
بلغ العمر الوسطي للسكان 33 عاماً. وكانت نسبة 19.2% من القاطنين تحت سن الثامنة عشر، وكانت نسبة 20.8% بين الثامنة عشر والأربعة وعشرون عاماً، ونسبة 21.4% كانت واقعةً في الفئة العمرية ما بين الخامسة والعشرون حتى والأربعة وأربعون عاماً، ونسبة 23.6% كانت ما بين الخامسة والأربعون حتى الرابعة والستون، ونسبة 15% كانت ضمن فئة الخامسة والستون عاماً فما فوق. وتوزع التركيب الجنسي للسكان بنسبة 50.3% ذكور و49.7% إناث.

## المدن التوأمة
مدن فانسين وفاسربورغ آم إن هي مدن توأمة لـفينسينس (إنديانا).